# Кукшин
Ку́кшин — село в Україні, у Вертіївській сільській громаді Ніжинського району Чернігівської області. Населення становить 949 осіб. До 2020 орган місцевого самоврядування — Кукшинська сільська рада.

## Історія
12 червня 2020 року, відповідно до розпорядження Кабінету Міністрів України № 730-р «Про визначення адміністративних центрів та затвердження територій територіальних громад Чернігівської області», увійшло до складу Вертіївської сільської громади.

19 липня 2020 року, в результаті адміністративно-територіальної реформи, увійшло до складу новоутвореного Ніжинського району.

## Населення

### Мова
Розподіл населення за рідною мовою за даними перепису 2001 року:
| Мова       | Кількість | Відсоток |
| ---------- | --------- | -------- |
| українська | 934       | 98.42%   |
| російська  | 14        | 1.48%    |
| румунська  | 1         | 0.10%    |
| Усього     | 949       | 100%     |

## Уродженці
- Андрук Віталій Миколайович (* 1958) — український астроном.
- Мазко Олексій Григорович (1955) — математик.
- Яцура Михайло Терентійович — історик-архівіст.